# Elysian Airlines
Elysian Airlines ist eine kamerunische Fluggesellschaft mit Sitz in Douala und Basis auf dem Flughafen Douala International.

## Geschichte
Elysian Airlines wurde als nationale Fluggesellschaft in Kamerun im Jahr 2006 gegründet. Zunächst wurden fünf nationale Ziele angeflogen, der Erfolg erlaubte jedoch in den Jahren 2007 und 2008 eine Expansion in westafrikanische Nachbarländer wie Sierra Leone, Guinea und Liberia. Im Jahr 2010 wurde der Flugbetrieb jedoch eingestellt.
Die Fluglinie nahm 2015 wieder den Betrieb auf.

## Flotte
Die Flotte beinhaltete Maschinen des Typs Embraer EMB 120 sowie Beechcraft 1900C.
Nach dem Neustart betrieb die Fluggesellschaft eine BAe  Jetstream 32.